# 东坑镇 (景宁县)
东坑镇，是中华人民共和国浙江省丽水市景宁畲族自治县下辖的一个乡镇级行政单位。

## 行政区划
东坑镇下辖以下地区：
东坑社区、东坑村、马坑村、何村、竹埠村、徐砻村、章坑村、北山村、杨斜村、白鹤村、桃源村、根底岘村、深垟村、吴山头村、汤北村、大张坑村、方徐村、茗源村和罗山村。